# Ruilvoet
De ruilvoet of prijsverhouding (Engels: terms-of-trade, TOT) is de verhouding tussen de prijs van de uitvoer en de prijs van de invoer van een land, ofwel de relatieve prijs van export uitgedrukt in de import. De prijzen worden daarbij uitgedrukt in de prijsindices van de uitvoer en invoer. Het is geen absolute uitdrukking, maar een maat voor de relatieve ontwikkeling gedurende een periode, waarbij een basisjaar wordt gekozen waarvoor het indexcijfer op 100 wordt gesteld.

## Economie
De ruilvoet is een van de indicatoren van hoe een economie presteert en is er ook voor delen van de uitvoer, zoals de goederenruilvoet (commodity terms of trade) of nettoruilvoet (net barter terms-of-trade) voor goederen en de inkomensruilvoet (income terms-of-trade) die rekening houdt met de invloed op het invoervermogen door veranderingen in het uitvoervolume onder invloed van prijsveranderingen. De factorruilvoet (factoral terms-of-trade) houdt rekening met productiviteitsverandering.

### Goederenruilvoet
Op de korte termijn betekent een daling of verslechtering van de ruilvoet dat een land minder import kan financieren met de export. Als de olieprijs op de wereldmarkt stijgt, zal de ruilvoet van een olie-exporterend land stijgen en die van een importerend land dalen. De invoercapaciteit van het eerste land stijgt en van het tweede land daalt. In de praktijk is dit een combinatie van goederen en diensten die de ruilvoet beïnvloeden.
Wat niet gemeten wordt met deze index is de kwaliteitsverandering van producten en producten die in het basisjaar nog niet beschikbaar waren, worden ook niet meegenomen. Doordat de gegevens voor deze index ruim voor handen zijn, wordt deze ondanks de beperkingen veelvuldig gebruikt.

### Inkomensruilvoet
Op de langere termijn hangt dit echter mede af van de prijselasticiteit van een product. Het kan voorkomen dat ondanks een hogere ruilvoet de invoercapaciteit daalt. Dit kan onder meer optreden als van prijselastische goederen de vraag daalt en daarmee het uitvoervolume. Bij de inkomensruilvoet wordt een index voor het uitvoervolume meegenomen voor dit effect. De inkomensruilvoet is beter bruikbaar, maar hiervoor zijn minder gegevens beschikbaar.

### Factorruilvoet
Als de productiviteit in een land verbetert, kan dat leiden tot een verlaging van de productiekosten. Als hierdoor de gemiddelde prijs van de uitvoer daalt, zal ook de ruilvoet dalen, terwijl het invoervermogen onveranderd is gebleven. In de factorruilvoet wordt hier rekening mee gehouden.

## Internationale betrekkingen
Internationale specialisatie kan optreden als de ruilvoet opweegt tegen de binnenlandse alternatieve kosten. Door te importeren kan een land de productiemogelijkhedencurve van de eigen specialisatie en daarmee het comparatief voordeel vergroten. De ruilvoet wordt dan beïnvloed door vraag en aanbod op de internationale markt, maar ook door belastingen en douanerechten.
Protectionisme als douanerechten en niet-tarifaire belemmeringen zal het rendement van deze specialisatie verminderen, doordat landen meer buiten hun specialisatie gaan produceren door verschuivingen binnen de productiemogelijkhedencurve. Daarmee wordt ook de eigen economie geschaad.
Daarmee geeft de ruilvoet een verklaring voor internationale handelssamenwerking. Deze benadering binnen het vakgebied internationale betrekkingen voor partijen met marktmacht is de received theory. Deze stelt dat een beggar-thy-neighbour-politiek de internationale handel beperkt. Een land kan de binnenlandse economische nadelen van protectionisme ten dele opheffen door externaliteiten of kostenverschuivingen waarbij exporteurs hun prijzen verlagen. Als elk land dit echter doet, dan neemt de wereldwijde welvaart af. Om dit prisoner's dilemma op te heffen, kan het lonen om handelsverdragen af te sluiten en elkaar markttoegang te gunnen.
Hoewel de ruilvoetbenadering enkele voordelen van handelsverdragen benoemd, blijkt het in de praktijk weinig bij te dragen aan de besluitvorming om tot een handelsverdrag te komen. Ook kan het niet verklaren waarom kleine economieën zonder marktmacht deelnemen aan handelsverdragen.